# 似柱颚虱属
似柱颚虱属（学名：Clavellopsis）为颚虱科的一个属。

## 下属物种
本属包括以下物种：
- 附着似柱颚虱 Isobranchia appendiculata Heegaard, 1947